# Saison 3 de MacGyver (2016)
Chronologie
Saison 2 Saison 4
Cet article présente le guide des épisodes de la troisième saison de la série télévisée américaine MacGyver, reboot de la série du même nom créée en 1985.

## Généralités
- Aux États-Unis, la saison a été diffusée du 28 septembre 2018 au 10 mai 2019 sur le réseau CBS.
- Au Canada, la saison a été diffusée en simultanée sur le réseau Global.
- En France‚ la saison est diffusée à partir du 16 mars 2019 sur M6.

## Distribution

### Acteurs principaux
- Lucas Till (VF : Axel Kiener) : Angus « Mac » MacGyver
- George Eads (VF : Denis Laustriat) : Jack Dalton (épisodes 1 à 14)
- Justin Hires (VF : Jean-Baptiste Anoumon) : Wilt Bozer
- Tristin Mays (VF : Youna Noiret) : Riley Davis
- Meredith Eaton (VF : Déborah Perret) : Matilda « Matty » Webber

### Acteurs récurrents et invités
- Reign Edwards (VF : Charlotte Campana) : Leanna Martin
- Tate Donovan (VF : Constantin Pappas) : Le Superviseur James MacGyver, le père d'Angus MacGyver (épisodes 1, 4, 5, 17 à 22)
- Levy Tran (VF : Diane Dassigny) : Desiree Nguyen, remplaçante et amie de Jack Dalton (épisodes 15 à 22)
- David Dastmalchian (VF : Damien Ferrette) : Murdoc (épisodes 1, 6 et 18)
- Kate Bond (VF : Caroline Pascal) : Jill Morgan, experte scientifique de la Fondation Phoenix (épisode 1)
- Sibongile Mlambo (VF : Annie Milon) : Nasha, la petite amie de Mac (épisodes 1 et 5)
- Brendan Hines (VF : Jean-Pierre Michaël) : Ethan Raines, le mari de Matty (épisodes 7, 10, 13 et 21).
- Holland Roden (VF : Ingrid Donnadieu) : Eileen Brennan (épisode 8)
- Sendhil Ramamurthy (VF : Stéphane Fourreau) : Samir (épisode 10)
- Bridget Regan (VF : Flora Brunier) : Charlotte Cole (épisode 12)
- Faran Tahir : Le Receleur (épisode 12)
- Peter Weller : Eliott Mason (épisode 22)

## Épisodes

### Épisode 1:Sur le fil du rasoir
- États-Unis /  Canada : 28 septembre 2018 sur CBS[1] / Global
- Suisse : 3 février 2019 sur RTS Un
- France : 16 mars 2019 sur M6

- États-Unis : 5,77 millions de téléspectateurs[2] (première diffusion)
- Canada : 1,323 million de téléspectateurs[3] (première diffusion + différé 7 jours)

- Gil Darnell (Général Oleg Vadim)
- Hakeem Kae-Kazim (Solomon)
- Sibongile Mlambo (Nasha)
- Ilia Volok (Roman Mareks)

### Épisode 2:Les Héros de Dalton
- États-Unis /  Canada : 5 octobre 2018 sur CBS / Global
- Suisse : 10 février 2019 sur RTS Un
- France : 16 mars 2019 sur M6

- États-Unis : 5,73 millions de téléspectateurs[4] (première diffusion)
- Canada : 1,509 million de téléspectateurs[5] (première diffusion + différé 7 jours)

### Épisode 3:Retour à la fac
- États-Unis /  Canada : 12 octobre 2018 sur CBS / Global
- Suisse : 17 février 2019 sur RTS Un
- France : 23 mars 2019 sur M6

- États-Unis : 6,16 millions de téléspectateurs[7] (première diffusion)
- Canada : 1,392 million de téléspectateurs[8] (première diffusion + différé 7 jours)

### Épisode 4:Rendez-vous manqués
- États-Unis /  Canada : 19 octobre 2018 sur CBS / Global
- Suisse : 24 février 2019 sur RTS Un
- France : 23 mars 2019 sur M6

- États-Unis : 6,01 millions de téléspectateurs[9] (première diffusion)
- Canada : 1,378 million de téléspectateurs[10] (première diffusion + différé 7 jours)

### Épisode 5:Le Jour des morts
- États-Unis /  Canada : 26 octobre 2018 sur CBS / Global
- Suisse : 3 mars 2019 sur RTS Un
- France : 30 mars 2019 sur M6

- États-Unis : 5,90 millions de téléspectateurs[11] (première diffusion)
- Canada : 1,482 million de téléspectateurs[12] (première diffusion + différé 7 jours)

- Marco Rodriguez (Luis Gomez)

### Épisode 6:Pour le meilleur et pour le pire
- États-Unis /  Canada : 2 novembre 2018 sur CBS / Global
- Suisse : 10 mars 2019 sur RTS Un
- France : 30 mars 2019 sur M6

- États-Unis : 6,06 millions de téléspectateurs[13] (première diffusion)
- Canada : 1,372 million de téléspectateurs[14] (première diffusion + différé 7 jours)

- Sibongile Mlambo (Nasha)

### Épisode 7:Dragonfly
- États-Unis /  Canada : 9 novembre 2018 sur CBS / Global
- Suisse : 17 mars 2019 sur RTS Un
- France : 6 avril 2019 sur M6

- États-Unis : 6,43 millions de téléspectateurs[15] (première diffusion)
- Canada : 1,36 million de téléspectateurs[16] (première diffusion + différé 7 jours)

### Épisode 8:Le Retour du fantôme
- États-Unis /  Canada : 16 novembre 2018 sur CBS / Global
- Suisse : 24 mars 2019 sur RTS Un
- France : 6 avril 2019 sur M6

- États-Unis : 6,20 millions de téléspectateurs[17] (première diffusion)
- Canada : 1,5 million de téléspectateurs[18] (première diffusion + différé 7 jours)

### Épisode 9:Menace virale
- États-Unis /  Canada : 30 novembre 2018 sur CBS / Global
- Suisse : 31 mars 2019 sur RTS Un
- France : 13 avril 2019 sur M6

- États-Unis : 6,28 millions de téléspectateurs[19] (première diffusion)
- Canada : 1,413 million de téléspectateurs[20] (première diffusion + différé 7 jours)

### Épisode 10:Le Mari de Matty
- États-Unis /  Canada : 7 décembre 2018 sur CBS / Global
- Suisse : 7 avril 2019 sur RTS Un
- France : 13 avril 2019 sur M6

- États-Unis : 6,36 millions de téléspectateurs[21] (première diffusion)
- Canada : 1,284 million de téléspectateurs[22] (première diffusion + différé 7 jours)

### Épisode 11:La Vengeance est un plat qui se mange froid
- États-Unis /  Canada : 4 janvier 2019 sur CBS / Global
- Suisse : 14 avril 2019 sur RTS Un
- France : 20 avril 2019 sur M6

- États-Unis : 6,42 millions de téléspectateurs[23] (première diffusion)
- Canada : 1,291 million de téléspectateurs[24] (première diffusion + différé 7 jours)

### Épisode 12:Les Cambrioleurs
- États-Unis /  Canada : 11 janvier 2019 sur CBS / Global
- Suisse : 14 avril 2019 sur RTS Un
- France : 20 avril 2019 sur M6

- États-Unis : 6,58 millions de téléspectateurs[25] (première diffusion)
- Canada : 1,413 million de téléspectateurs[26] (première diffusion + différé 7 jours)

### Épisode 13:Les Grands Espaces
- États-Unis /  Canada : 18 janvier 2019 sur CBS / Global
- Suisse : 21 avril 2019 sur RTS Un
- France : 27 avril 2019 sur M6

- États-Unis : 6,90 millions de téléspectateurs[27] (première diffusion)
- Canada : 1,325 million de téléspectateurs[28] (première diffusion + différé 7 jours)

### Épisode 14:Le Mariage
- États-Unis /  Canada : 1er février 2019 sur CBS / Global
- Suisse : 21 avril 2019 sur RTS Un
- France : 27 avril 2019 sur M6

- États-Unis : 6,96 millions de téléspectateurs[29] (première diffusion)
- Canada : 1,329 million de téléspectateurs[30] (première diffusion + différé 7 jours)

### Épisode 15:La Nouvelle Recrue
- États-Unis /  Canada : 15 février 2019 sur CBS / Global
- Suisse : 28 avril 2019 sur RTS Un
- France : 4 mai 2019 sur M6

- États-Unis : 6,38 millions de téléspectateurs[32] (première diffusion)
- Canada : 1,588 million de téléspectateurs[33] (première diffusion + différé 7 jours)

### Épisode 16:À la recherche du colonel Reese
- États-Unis /  Canada : 22 février 2019 sur CBS / Global
- Suisse : 5 mai 2019 sur RTS Un
- France : 11 mai 2019 sur M6

- États-Unis : 6,57 millions de téléspectateurs[34] (première diffusion)
- Canada : 1,448 million de téléspectateurs[35] (première diffusion + différé 7 jours)

### Épisode 17:Mauvaise graine
- États-Unis /  Canada : 15 mars 2019 sur CBS / Global
- Suisse : 17 mai 2019 sur RTS Deux
- France : 18 mai 2019 sur M6

- États-Unis : 5,62 millions de téléspectateurs[36] (première diffusion)
- Canada : 1,344 million de téléspectateurs[37] (première diffusion + différé 7 jours)

### Épisode 18:Les Virtuoses
- États-Unis /  Canada : 5 avril 2019 sur CBS / Global
- Suisse : 17 mai 2019 sur RTS Deux
- France : 18 mai 2019 sur M6

- États-Unis : 5,57 millions de téléspectateurs[38] (première diffusion)

### Épisode 19:Petite sœur
- États-Unis /  Canada : 12 avril 2019 sur CBS / Global
- Suisse : 24 mai 2019 sur RTS Deux
- France : 25 mai 2019 sur M6

- États-Unis : 6,08 millions de téléspectateurs[39] (première diffusion)

### Épisode 20:La Chasse
- États-Unis /  Canada : 26 avril 2019 sur CBS / Global
- Suisse : 24 mai 2019 sur RTS Deux
- France : 25 mai 2019 sur M6

- États-Unis : 5,54 millions de téléspectateurs[40] (première diffusion)

### Épisode 21:Trahison
- États-Unis /  Canada : 3 mai 2019 sur CBS / Global
- Suisse : 31 mai 2019 sur RTS Deux
- France : 1er juin 2019 sur M6

- États-Unis : 5,54 millions de téléspectateurs[41] (première diffusion)

### Épisode 22:Cruel dilemme
- États-Unis /  Canada : 10 mai 2019 sur CBS / Global
- Suisse : 31 mai 2019 sur RTS Deux
- France : 1er juin 2019 sur M6

- États-Unis : 5,47 millions de téléspectateurs[42] (première diffusion)